# Duca di Masovia

Stemma del ducato di Masovia.

Il titolo duca di Masovia era attribuito ai membri della dinastia Piast regnanti nella regione della Masovia, che aveva il nome di ducato di Masovia.

## Partizioni
Il Ducato subì vari cambiamenti di confine negli anni, a volte perdendo e talvolta acquisendo territori. In alcuni periodi fu diviso tra vari ducati.
| 1138–1275    | Ducato di Masovia         | Ducato di Masovia         | Ducato di Masovia         | Ducato di Masovia         | Ducato di Masovia         | Ducato di Masovia         | Ducato di Masovia         | Ducato di Masovia         | Ducato di Masovia         | Ducato di Masovia         | Ducato di Masovia    | Ducato di Masovia    | Ducato di Masovia    | Ducato di Masovia    | Ducato di Masovia    |
| 1275–1294    | Ducato di Czersk          | Ducato di Czersk          | Ducato di Czersk          | Ducato di Czersk          | Ducato di Czersk          | Ducato di Czersk          | Ducato di Płock           | Ducato di Płock           | Ducato di Płock           | Ducato di Płock           | Ducato di Płock      | Ducato di Płock      | Ducato di Płock      | Ducato di Płock      | Ducato di Płock      |
| 1294-1310    | Ducato di Masovia         | Ducato di Masovia         | Ducato di Masovia         | Ducato di Masovia         | Ducato di Masovia         | Ducato di Masovia         | Ducato di Masovia         | Ducato di Masovia         | Ducato di Masovia         | Ducato di Masovia         | Ducato di Masovia    | Ducato di Masovia    | Ducato di Masovia    | Ducato di Masovia    | Ducato di Masovia    |
| 1310-1313    | Ducato di Czersk          | Ducato di Czersk          | Ducato di Czersk          | Ducato di Masovia         | Ducato di Masovia         | Ducato di Masovia         | Ducato di Masovia         | Ducato di Masovia         | Ducato di Masovia         | Ducato di Masovia         | Ducato di Masovia    | Ducato di Masovia    | Ducato di Masovia    | Ducato di Masovia    | Ducato di Masovia    |
| 1313-1345    | Ducato di Varsavia        | Ducato di Varsavia        | Ducato di Varsavia        | Ducato di Varsavia        | Ducato di Varsavia        | Ducato di Varsavia        | Ducato di Rawa            | Ducato di Rawa            | Ducato di Rawa            | Ducato di Płock           | Ducato di Płock      | Ducato di Płock      | Ducato di Płock      | Ducato di Płock      | Ducato di Płock      |
| 1345-1349    | Ducato di Varsavia-Rawa   | Ducato di Varsavia-Rawa   | Ducato di Varsavia-Rawa   | Ducato di Varsavia-Rawa   | Ducato di Varsavia-Rawa   | Ducato di Varsavia-Rawa   | Ducato di Varsavia-Rawa   | Ducato di Varsavia-Rawa   | Ducato di Varsavia-Rawa   | Ducato di Płock           | Ducato di Płock      | Ducato di Płock      | Ducato di Płock      | Ducato di Płock      | Ducato di Płock      |
| 1349-1351    | Ducato di Varsavia        | Ducato di Varsavia        | Ducato di Varsavia        | Ducato di Varsavia        | Ducato di Varsavia        | Ducato di Varsavia        | Ducato di Rawa            | Ducato di Rawa            | Ducato di Rawa            | Ducato di Płock           | Ducato di Płock      | Ducato di Płock      | Ducato di Płock      | Ducato di Płock      | Ducato di Płock      |
| 1351-1355    | Ducato di Varsavia        | Ducato di Varsavia        | Ducato di Varsavia        | Ducato di Varsavia        | Ducato di Varsavia        | Ducato di Varsavia        | Ducato di Rawa            | Ducato di Rawa            | Ducato di Rawa            | Annesso alla Polonia      | Annesso alla Polonia | Annesso alla Polonia | Annesso alla Polonia | Annesso alla Polonia | Annesso alla Polonia |
| 1355-1370    | Ducato di Varsavia-Rawa   | Ducato di Varsavia-Rawa   | Ducato di Varsavia-Rawa   | Ducato di Varsavia-Rawa   | Ducato di Varsavia-Rawa   | Ducato di Varsavia-Rawa   | Ducato di Varsavia-Rawa   | Ducato di Varsavia-Rawa   | Ducato di Varsavia-Rawa   | Annesso alla Polonia      | Annesso alla Polonia | Annesso alla Polonia | Annesso alla Polonia | Annesso alla Polonia | Annesso alla Polonia |
| 1370-1381    | Ducato di Masovia         | Ducato di Masovia         | Ducato di Masovia         | Ducato di Masovia         | Ducato di Masovia         | Ducato di Masovia         | Ducato di Masovia         | Ducato di Masovia         | Ducato di Masovia         | Ducato di Masovia         | Ducato di Masovia    | Ducato di Masovia    | Ducato di Masovia    | Ducato di Masovia    | Ducato di Masovia    |
| 1381-1434    | Ducato di Varsavia        | Ducato di Varsavia        | Ducato di Varsavia        | Ducato di Płock-Rawa      | Ducato di Płock-Rawa      | Ducato di Płock-Rawa      | Ducato di Płock-Rawa      | Ducato di Płock-Rawa      | Ducato di Płock-Rawa      | Ducato di Płock-Rawa      | Ducato di Płock-Rawa | Ducato di Płock-Rawa |                      |                      |                      |
| 1434-1442/59 | Ducato di Varsavia        | Ducato di Varsavia        | Ducato di Varsavia        | Ducato di Rawa            | Ducato di Rawa            | Ducato di Rawa            | Ducato di Płock           | Ducato di Płock           | Ducato di Płock           | Ducato di Bełz            | Ducato di Bełz       | Ducato di Bełz       |                      |                      |                      |
| 1442/59-1462 | Ducato di Varsavia        | Ducato di Varsavia        | Ducato di Varsavia        | Ducato di Płock-Rawa      | Ducato di Płock-Rawa      | Ducato di Płock-Rawa      | Ducato di Płock-Rawa      | Ducato di Płock-Rawa      | Ducato di Płock-Rawa      | Ducato di Płock-Rawa      | Ducato di Płock-Rawa | Ducato di Płock-Rawa | Ducato di Płock-Rawa | Ducato di Płock-Rawa | Ducato di Płock-Rawa |
| 1462-1471    | Ducato di Masovia         | Ducato di Masovia         | Ducato di Masovia         | Ducato di Masovia         | Ducato di Masovia         | Ducato di Masovia         | Ducato di Masovia         | Ducato di Masovia         | Ducato di Masovia         | Ducato di Masovia         | Ducato di Masovia    | Ducato di Masovia    | Ducato di Masovia    | Ducato di Masovia    | Ducato di Masovia    |
| 1471-1488    | Ducato di Czersk          | Ducato di Czersk          | Ducato di Czersk          | Ducato di Czersk          | Ducato di Czersk          | Ducato di Varsavia        | Ducato di Varsavia        | Ducato di Varsavia        | Ducato di Varsavia        | Ducato di Varsavia        | Ducato di Płock      | Ducato di Płock      | Ducato di Płock      | Ducato di Płock      | Ducato di Płock      |
| 1488-1495    | Ducato di Czersk-Varsavia | Ducato di Czersk-Varsavia | Ducato di Czersk-Varsavia | Ducato di Czersk-Varsavia | Ducato di Czersk-Varsavia | Ducato di Czersk-Varsavia | Ducato di Czersk-Varsavia | Ducato di Czersk-Varsavia | Ducato di Czersk-Varsavia | Ducato di Czersk-Varsavia | Ducato di Płock      | Ducato di Płock      | Ducato di Płock      | Ducato di Płock      | Ducato di Płock      |
| 1495-1526    | Ducato di Masovia         | Ducato di Masovia         | Ducato di Masovia         | Ducato di Masovia         | Ducato di Masovia         | Ducato di Masovia         | Ducato di Masovia         | Ducato di Masovia         | Ducato di Masovia         | Ducato di Masovia         | Ducato di Masovia    | Ducato di Masovia    | Ducato di Masovia    | Ducato di Masovia    | Ducato di Masovia    |

## Elenco dei duchi
Il primo dei duchi fu Miecław nell'XI secolo, mentre gli ultimi furono Stanislao e Giovanni III (Janusz), seguiti da Anna di Masovia, loro sorella. 
| Immagine | Nome                                                        | Casata                    | Territorio                                        | Note |
| -------- | ----------------------------------------------------------- | ------------------------- | ------------------------------------------------- | --- |
|          | Miecław (1037 - 1047)                                       |                           | Masovia                                           | Nel periodo della rivolta pagana dopo la morte del re Mieszko II, Miecław prese il potere in Masovia, proclamandosi principe |
|          | Boleslao IV di Polonia ("il Ricciuto") (1138 - 1173)        | Piast                     | Masovia                                           | Figlio di Boleslao III di Polonia (Krzwousty). Anche duca di Slesia e granduca di Polonia. |
|          | Leszek (1173 - 1186)                                        |                           | Masovia                                           | Figlio di Boleslao il Ricciuto |
|          | Casimiro II di Polonia ("il Giusto") (1186 - 1194)          |                           | Masovia                                           | Figlio di Boleslao III di Polonia (Krzwousty). Anche granduca di Polonia. |
|          | Elena di Znojmo (1194 - 1200), reggente                     |                           | Masovia                                           | Reggente per il figlio |
|          | Leszek I di Polonia ("il Bianco") (1194 - 1200)             |                           | Masovia                                           | Figlio di Casimiro il Giusto. Anche granduca di Polonia. |
|          | Corrado I di Masovia (1194 - 1247)                          |                           | Masovia                                           | |
|          | Boleslao I (1229 - 1248)                                    | Ducato di Masovia (Płock) | Masovia                                           | Figlio di Corrado I. Morto senza discendenti. |
|          | Siemowit (1247 - 1262)                                      |                           | Masovia                                           | Fratello di Boleslao I. Ucciso in una battaglia contro i lituani, che fecero prigioniero anche gli eredi. |
|          | Prejeslawa (1262 - 1264), reggente                          |                           | Masovia                                           | Reggente durante la cattività di Corrado II |
|          | Boleslao il Pio (1262-1264), reggente                       |                           | Masovia                                           | Reggente durante la cattività di Corrado II |
|          | Corrado II (1264 - 1294)                                    | Piast                     | Masovia (1264-1275), Ducato di Czersk (1275-1294) | Rilasciato dopo due anni di prigionia. Nel 1275 divise la terra con suo fratello Boleslao. Dopo la divisione del ducato ricevette Czersk. La sua morte senza eredi maschi permise a suo fratello di riunire il Ducato. |
|          | Boleslao II (1262 - 1313)                                   | Piast                     | Płock (1275-1294) Masovia (1294-1313)             | Riunì il ducato dopo la morte del fratello, ma dopo la sua morte la Masovia fu nuovamente divisa. |
|          | Trojden I (1310 - 1341)                                     | Piast                     | Czersk (1310-1313) Varsavia (1313-1341)           | Figlio di Boleslao II, mantenne Czersk durante la vita di suo padre. Dopo la morte di Boleslao, Trojden ricevette in eredità altre terre e fece di Varsavia la sua nuova capitale. Mise suo figlio sul trono di Galizia-Volinia |
|          | Siemowit II (1310 - 1345)                                   | Piast                     | Ducato di Rawa                                    | Figlio di Boleslao II, mantenne Rawa. Non lasciò discendenti e il suo ducato fu ereditato dai suoi nipoti Siemowit III e Casimiro I. |
|          | Casimiro I di Polonia (1341 - 1355)                         | Piast                     |                                                   | |
|          | Venceslao I (1313 - 1336)                                   | Piast                     | Płock                                             | |
|          | Boleslao III (1336 - 1351)                                  | Piast                     |                                                   | |
|          | Boleslao Jurij (1323 - 1340)                                |                           |                                                   | |
|          | Siemowit III (1341 - 1381)                                  | Piast                     |                                                   | |
|          | Siemowit IV (1374 - 1426)                                   | Piast                     |                                                   | |
|          | Trojden II (1426 - 1427)                                    | Piast                     |                                                   | |
|          | Siemowit V (1426 - 1442)                                    | Piast                     |                                                   | |
|          | Margherita di Racibórz (1442 - 1459)                        |                           |                                                   | |
|          | Casimiro II di Belz (1426 - 1442)                           |                           |                                                   | |
|          | Ladislao I (1442 - 1455)                                    | Piast                     |                                                   | |
|          | Anna di Lituania (1429-1436)                                |                           |                                                   | Nuora di Janusz I il Vecchio; reggente per conto di suo figlio. |
|          | Boleslao IV (1436-1454)                                     | Piast                     |                                                   | |
|          | Margherita di Opava-Raciborz                                |                           |                                                   | Ha ricevuto Gostynin come eredità di suo marito. Dopo la sua morte, la sua parte si è riunita a Płock. |
|          | Anna di Oleśnica (1455 - 1481)                              |                           |                                                   | Reggente per i figli di Anna |
|          | Paolo di Giżycko, vescovo di Płock (1455-1459)              |                           |                                                   | Reggente per i figli di Anna |
|          | Siemowit VI e Vladislao II (1455 - 1462)                    |                           |                                                   | |
|          | Barbara Olelkovna of Slutsk-Kapy (1454-1462)                |                           |                                                   | Reggente per i figli di Barbara |
|          | Paolo di Giżycko, vescovo di Płock (1454-1462)              |                           |                                                   | Reggente per i figli di Barbara |
|          | Casimiro III, Boleslao V, Giovanni II, Corrado III il Rosso | Piast                     |                                                   | Figli di Boleslao IV, governarono congiuntamente. Nel 1462 ereditarono il resto della Masovia, riunendo il Ducato. Tuttavia nel 1471 fecero nuove partizioni: Casimiro ricevette Płock, tuttavia nel 1475 abdicò delle sue terre al fratello Giovanni, che non aveva alcuna quota della terra dal 1471; Corrado ricevette Czersk e Boleslao Varsavia, che si riunì a Czersk da Corrado dopo la morte di Boleslao nel 1488. Nel 1495, come ultimo fratello sopravvissuto al potere, Corrado riunì definitivamente tutta la Masovia. |
|          | Anna Radziwiłł                                              |                           |                                                   | Reggente per i suoi figli |
|          | Giovanni III (1518-1526) e Stanislao I                      | Piast                     |                                                   | Figli di Corrado III, governarono congiuntamente |
|          | Anna di Masovia                                             | Piast                     |                                                   | L'ultimo Piast di Masovia. Sorella di Stanislao e Giovanni III. Anna fu eletta duchessa dai nobili per mantenere l'indipendenza del Ducato. Non ebbe successo, perché, nello stesso anno, la Masovia fu annessa al Regno di Polonia. |